# Pest van Justinianus
De Pest van Justinianus was een pandemie, die het Oost-Romeinse of Byzantijnse Rijk in de jaren 541-543 na Christus trof. De meest algemeen aanvaarde oorzaak van deze pandemie is de builenpest, dezelfde ziekte die 800 jaar later, in de 14e eeuw de Zwarte Dood veroorzaakte. De sociale en culturele gevolgen van de Pest van Justinianus waren vergelijkbaar met die van de Zwarte Dood. De ziekte trof Centraal- en Zuid-Azië, Noord-Afrika, het gehele Middellandse Zeegebied en Europa tot aan Denemarken en Ierland toe.
De Pest van Justinianus zou periodiek tot ongeveer 750 terugkeren door het hele Middellandse Zeegebied. De pest had een grote invloed op de toekomstige geschiedenis van Europa, het Middellandse Zeegebied en het Midden-Oosten. Moderne historici hebben de ziekte genoemd naar de Oost-Romeinse keizer Justinianus I, die op het moment van de uitbraak aan de macht was en die naar alle waarschijnlijkheid ook persoonlijk door de ziekte getroffen werd. In tegenstelling tot veel van zijn tijdgenoten wist hij echter van de ziekte te herstellen. De (builen)pest van 541-543 werd, net als de Grote Pest van 1347-1352, veroorzaakt door de bacterie Yersinia pestis. Deze bacterie nestelt zich in vlooien en luizen en verspreidt zich via, zo werd lang gedacht, ratten. Recenter onderzoek uit 2017 heeft aannemelijk bewijs geleverd dat de pest zich echter ook via mensen verspreid kan hebben.

## Oorsprong en verspreiding
Tot 2018 werd vermoed dat de uitbraak in Ethiopië ontstaan is en zich noordwaarts verspreidde naar Egypte. De eerste bekende uitbraak deed zich voor in Pelusium, de belangrijkste havenstad aan de oostkant van de Nijldelta. Vanuit Egyptische havensteden verspreidde de pest zich vervolgens naar andere delen van het Middellandse Zeegebied. De metropool Constantinopel importeerde in de 6e eeuw grote hoeveelheden graan uit Egypte. Middels vlooien op mensen kon de pest zich snel verspreiden.
De Byzantijnse geschiedkundige Procopius schrijft dat de pest op zijn hoogtepunt in Constantinopel 10.000 mensen per dag het leven kostte. Volgens sommigen overdreef Procopius enigszins. Feit is echter dat er geen ruimte en mankracht waren om de doden te begraven en dat men de dode lichamen opgestapeld in de open lucht liet liggen of zelfs in zee stortte. De Byzantijnse keizer Justinianus I zorgde voor nieuwe wetgeving die de afhandeling van erfenissen sneller moest doen verlopen.
In 2018 publiceerde de Deense geneticus Eske Willerslev en Peter de Barros Damgaard van de universiteit van Kopenhagen in Nature dat het DNA van de pestbacterie Yersinia pestis werd gevonden bij een Hun afkomstig uit het Tiensjan-gebergte, die rond 200 van onze tijdrekening is gestorven. Dat voert de oorsprong terug naar Centraal-Azië.

## Virulentie
Laatantieke geschiedkundigen hebben op zijn hoogst kwalitatieve beschrijvingen achtergelaten. Hierdoor is het niet mogelijk om betrouwbare cijfers te geven over het aantal doden. Moderne geleerden geloven dat de pest op het hoogtepunt van de pandemie in Constantinopel 5.000 mensen per dag het leven kostte. Uiteindelijk zou 40% van de inwoners van de stad tijdens de eerste golf zijn overleden. De eerste golf van de pest in 542/543 zou een kwart van de bevolking in het oostelijk Middellandse Zeegebied hebben gedood. Nieuwe, frequente golven van de pest bleven gedurende de rest van de 6e, de 7e en het begin van de 8e eeuw in eerste instantie zo ongeveer elke twaalf tot twintig jaar terugkomen. Geleidelijk aan werden de uitbraken echter steeds lokaler en ook minder virulent. Er wordt geschat dat de pest van Justinianus in totaal 100 miljoen mensen over de hele wereld het leven heeft gekost. Sommige geschiedkundigen, zoals Josiah C. Russell (1958) hebben tussen 541 en 700 een totaal verlies aan Europese bevolking van 50 tot 60% voorgesteld. Er zijn echter ook schattingen die veel lager uitkomen. 
Na 770 verdwijnt de pest van Justinianus. Tot de Zwarte Dood in het midden van de 14e eeuw, bijna zeshonderd jaar later, blijft Europa vervolgens gespaard voor grote pandemieën.

## Gevolgen
Justinianus had grote sommen geld uitgegeven aan oorlogen tegen de Vandalen in Africa en het Ostrogotische Italië. Ook had hij aanzienlijke middelen gewijd aan de bouw van grote kerken als de Hagia Sophia. De pest verzwakte het Byzantijnse Rijk net op het kritieke moment, waarop Justinianus zijn legers bijna geheel Italië en de westelijk Middellandse Zeekust in Hispania hadden veroverd. De gevolgen van de pest voor belastinginning waren desastreus. Naarmate de pest zich over de havensteden rond de Middellandse Zee verspreidde, versterkte dit de positie van de Ostrogoten, die aanvankelijk nog niet zo getroffen waren, in hun conflict met Constantinopel. Als de situatie anders was gelopen was het voorstelbaar dat de veroveringen van Justinianus de basis zouden zijn geworden voor een hervormd Romeins Rijk. Wellicht had men het gehele Iberisch schiereiland kunnen veroveren en misschien wel een begin kunnen maken met de verovering van het door de Franken bezette Gallië. Nu liep het anders. Justinianus had te weinig geld en soldaten om zijn veroveringen te kunnen consolideren. Tijdens het bewind van Justianus wist men het grootste deel van Italië en de kuststrook van Zuidoost-Spanje nog wel in bezit te houden, maar na zijn dood verloor het Byzantijnse Rijk al snel het grootste deel van Italië, en kon men daar alleen het zuidoostelijke, oorspronkelijk Griekse deel en het exarchaat Ravenna in bezit houden. 
De pest kan ook hebben bijgedragen aan het succes van de Arabieren een paar generaties later in de Byzantijns-Arabische oorlogen.

## Voetnoten
1. ↑  De pest werd niet door ratten verspreid maar door mensen. IsGeschiedenis (16 januari 2018). Geraadpleegd op 19 maart 2020.
2. ↑  Moorhead, J., 1994
3. ↑  Luc De Roy, De Hunnen brachten de dodelijke "Pest van Justinianus" vanuit Azië naar het westen. VRT (13 mei). Geraadpleegd op 15 mei 2018.
4. ↑  (en) Peter de Barros Damgaard e.a., 137 ancient human genomes from accross the Eurasian steppes. Nature (2018). Geraadpleegd op 15 mei 2018.
5. ↑  Wetenschappers Identificeren Genen die kritisch zijn in de transmissie van builenpest
6. ↑  De geschiedenis van de builenpest
7. ↑  Een epidemie in een keizerrijk.
8. ↑  Justinian's Flea